# 阿尔万·克拉克父子公司

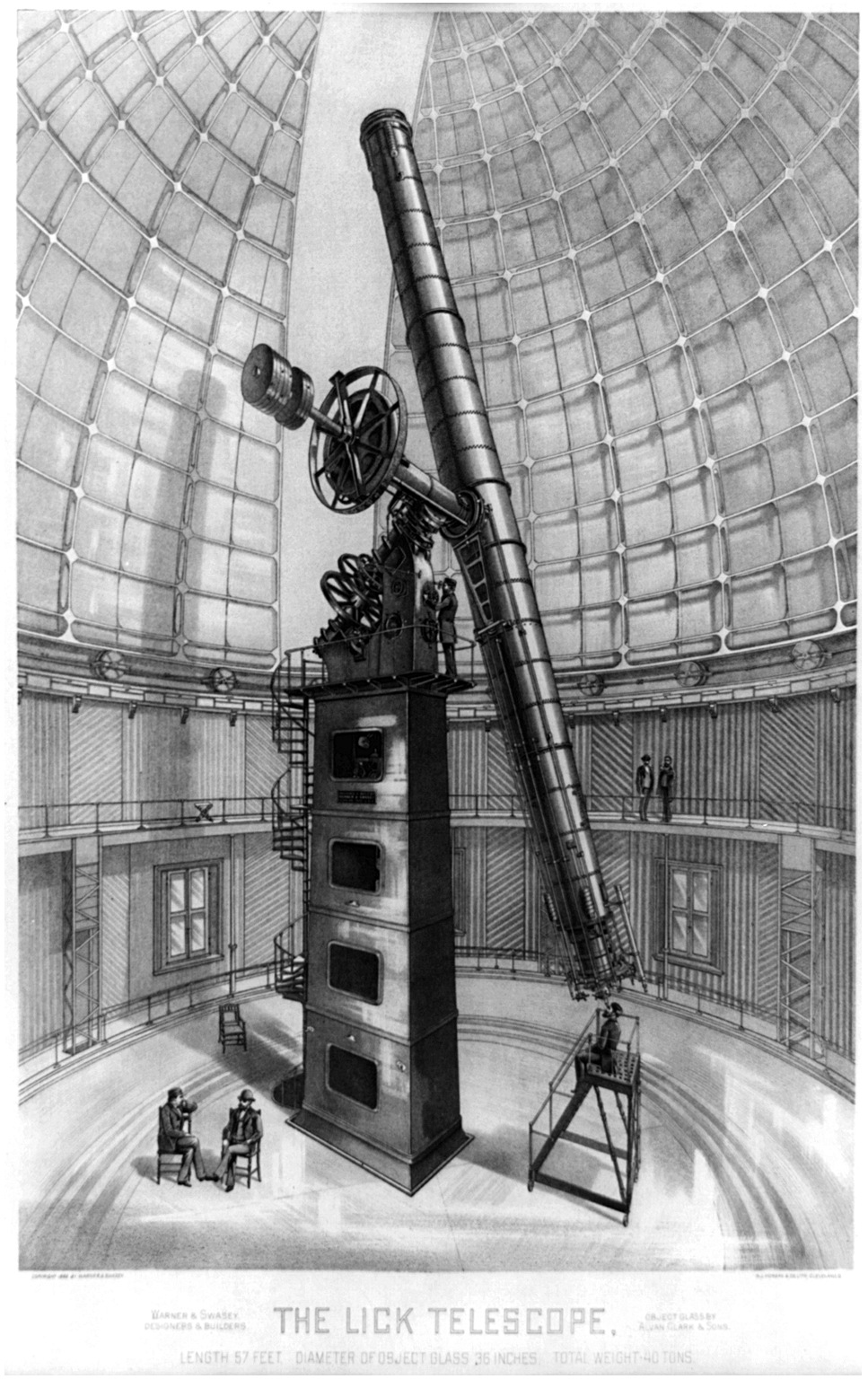
1889年所创作的绘图中显示了阿尔万·克拉克父子公司为利克天文台望远镜制作的36英寸（91厘米）物镜，该望远镜是由华纳-斯韦齐公司设计建造。

阿尔文克拉克父子公司（Alvan Clark & Sons）是一家光学设备制造公司，为19和20世纪初期美国著名大型折射望远镜透镜制造企业。 
由科德角捕鲸人后裔，原肖像画家阿尔万·克拉克（1804年-1887年）与他的儿子乔治·巴塞特·克拉克（George Bassett Clark）和阿尔万·格雷厄姆·克拉克于1846年在马萨诸塞州剑桥港创立。该公司曾五次建造了当时世界上最大的折射望远镜。1899年一位天文作家写道：克拉克公司获得了“全球知名度和份额”。

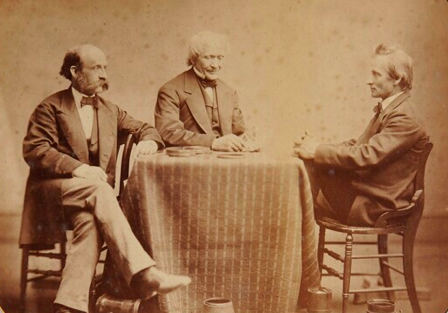
克拉克与他的二位儿子，约1870年代，由托马斯·赖斯·伯翰拍摄

该公司在1856年为密西西比大学制造了一架18.5英寸（47厘米）的迪尔伯恩望远镜（曾被先后安装在芝加哥大学、西北大学和阿德勒天文博物馆），因内战的爆发，该望远镜一时无法移交。因此，1862年当阿尔万·格雷厄姆在剑桥港测试它时，观察到了天狼星B。
1873年他们为美国海军天文台磨制了26英寸（660毫米）折射望远镜物镜；1883年为俄罗斯普尔科沃天文台制造了一架30英寸（760毫米）口径的望远镜；1887年为利克天文台折射望远镜制作了36英寸（91厘米）物镜，到1897年为耶基斯天文台折射望远镜磨制的透镜达到40英寸（100厘米），直到1900年在巴黎望远镜大展上出现的透镜尺寸才超过了它们。
该公司还制造过一些小型仪器，现在收藏家和业余天文爱好者中仍有很高价值。
1933年该公司被斯普雷格-哈撒韦制造公司（Sprague-Hathaway Manufacturing Company）收购，但仍继续以克拉克公司的名义经营。1936年斯普雷格-哈撒韦制造公司将克拉克厂搬迁至马萨诸塞州西萨默维尔，在那里，该厂与另一家精密仪器制造企业—珀金埃尔默公司继续合作生产。第二次世界大战期间，克拉克厂的大部分设备都被当作废品处理掉了，而斯普雷格-哈撒韦制造公司自身则在1958年被破产清算。

阿尔万·克拉克父子公司制造的望远镜
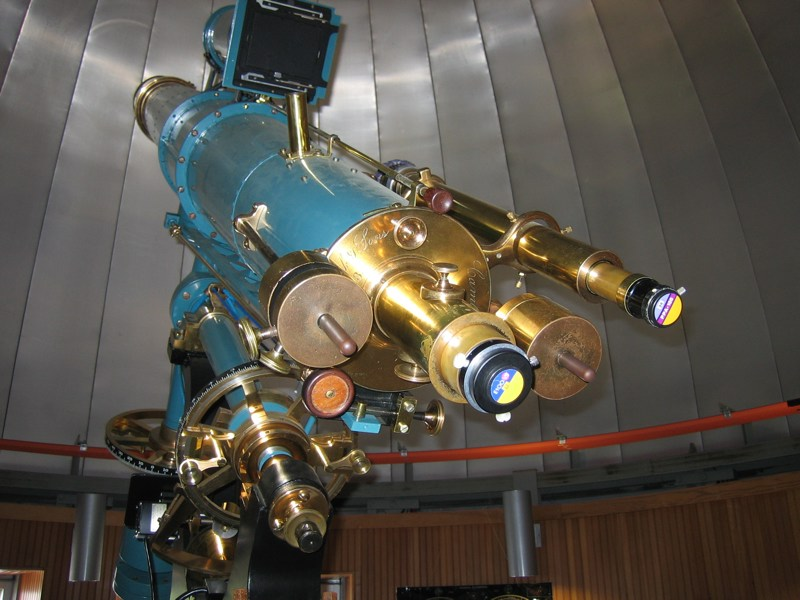
夏波空间与科学中心的8英寸望远镜
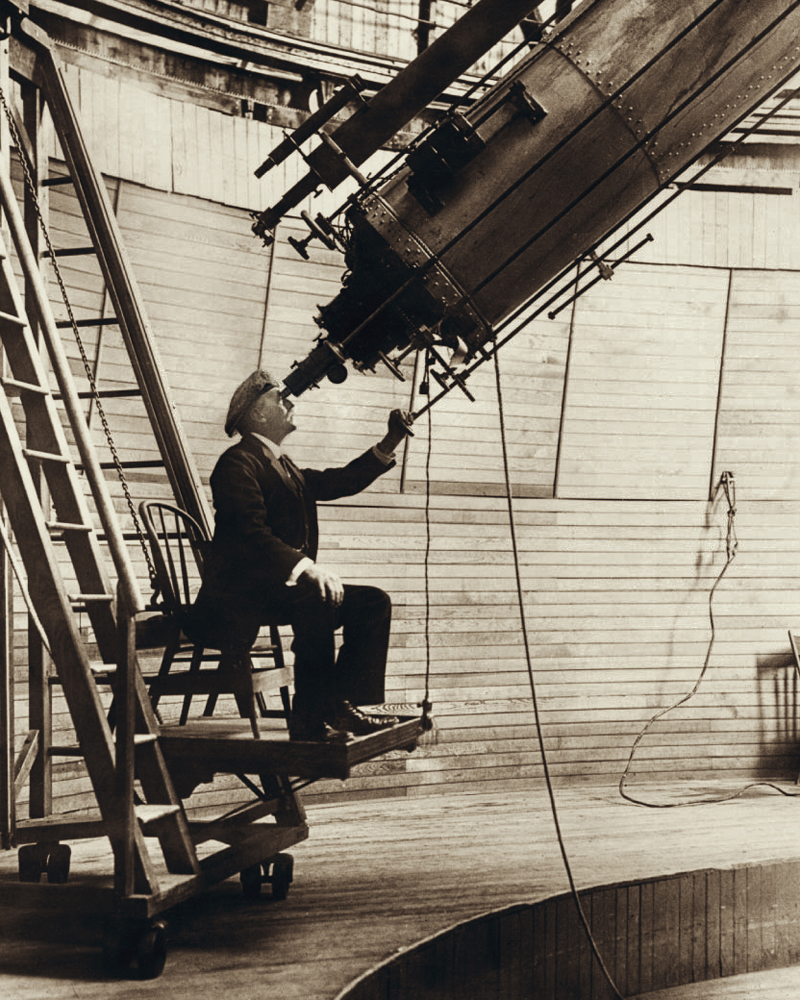
洛厄尔天文台的24英寸望远镜
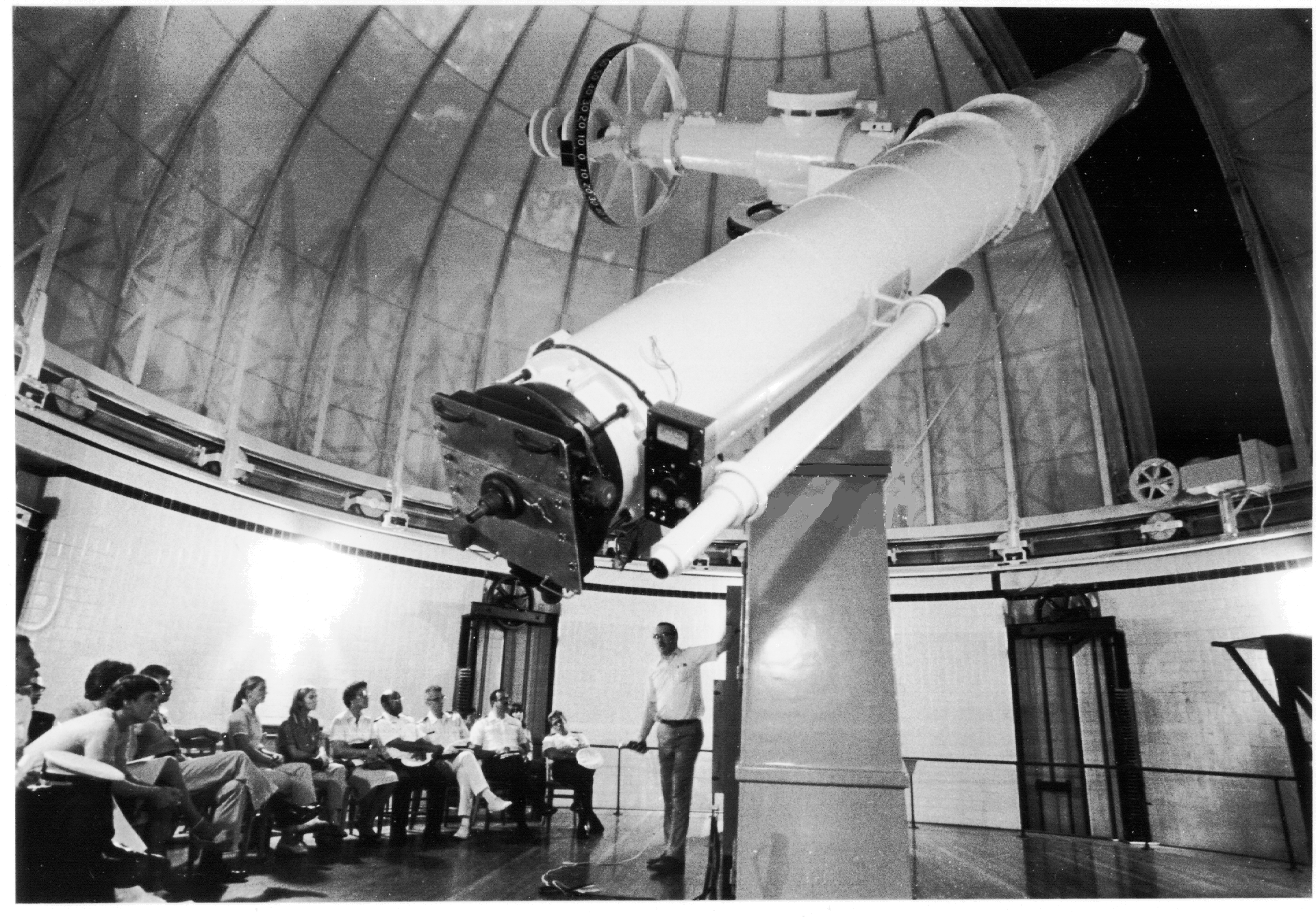
美国海军天文台26英寸望远镜
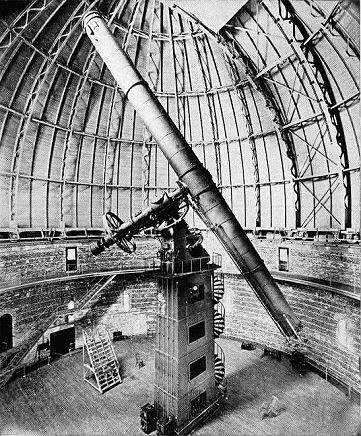
耶基斯天文台40英寸望远镜,1897年
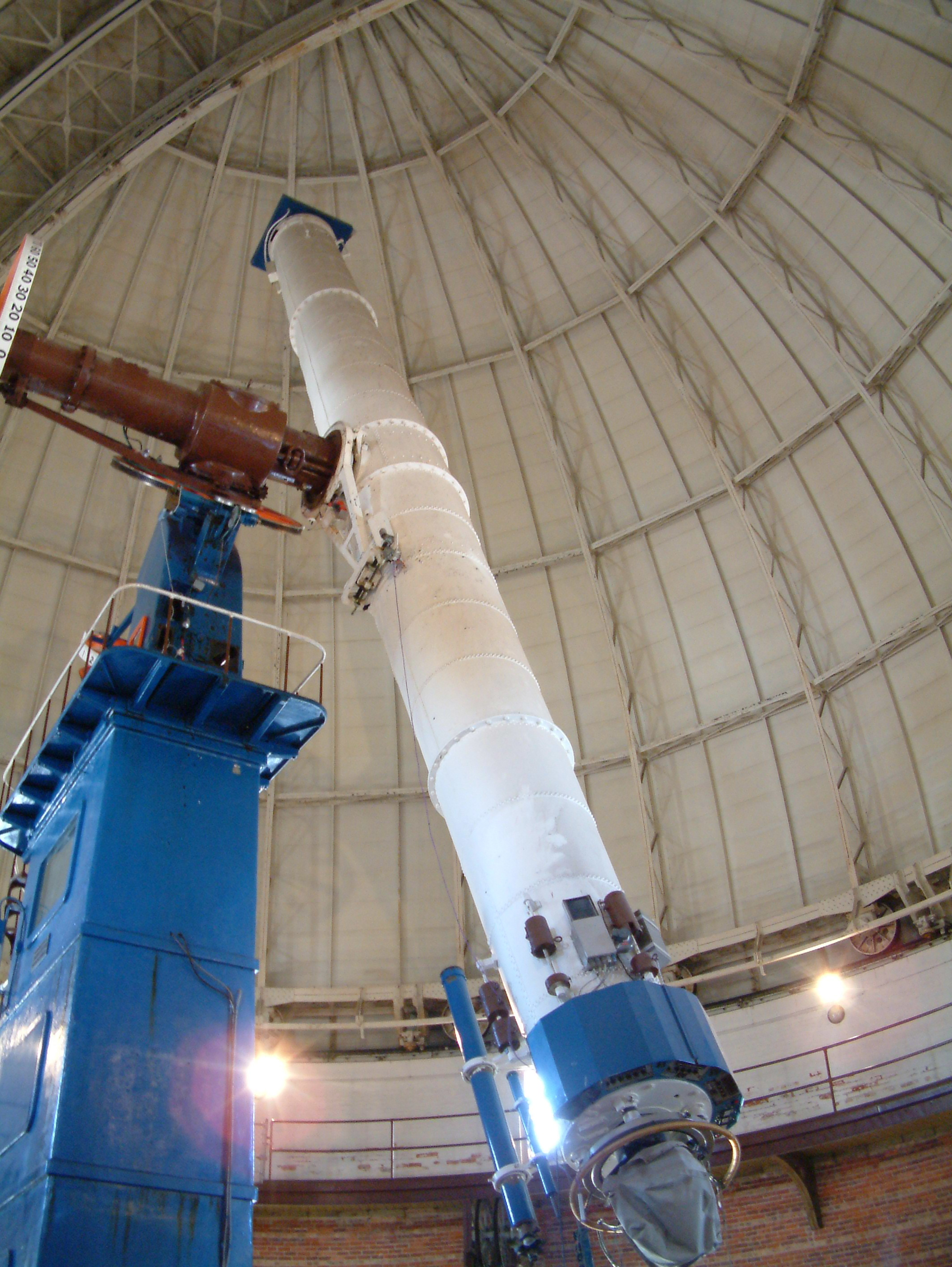
耶基斯天文台40英寸望远镜,2006年

## 另请查看
- 加利福尼亚奥克兰夏波空间与科学中心
- 查尔斯·萨姆纳·泰恩特

## 备注
1. 1 2   (PDF). The New York Times. July 16, 1899  [2009-12-05]. （原始内容存档于2016-05-07）.

- Deborah Jean Warner and Robert B. Ariail, Alvan Clark & Sons, artists in optics (2nd English ed.)  Richmond, VA. : Willmann-Bell, in association with National Museum of American History, Smithsonian Institution, 1995 (1996 printing), 298 p. ISBN 0-943396-46-8
- Timothy Ferris, Seeing in the Dark Simon & Schuster 2002; 117p. ISBN 0-684-86579-3